# 科尔波
科尔波（法語：Colpo，法語發音：[kɔlpo]）是法国莫尔比昂省的一个市镇，位于该省中部略偏南，属于瓦讷区。

## 地理
科尔波（47°49'9"N, 2°48'37"W）面积26.48 平方千米，位于法国布列塔尼大區莫尔比昂省，该省份为法国西北部沿海省份，位于布列塔尼半岛南部，北起阿摩尔滨海省、西接菲尼斯泰尔省，南濒大西洋，东南接大西洋卢瓦尔省，东临伊勒-维莱讷省。
与科尔波接壤的市镇（或旧市镇、城区）包括：比尼昂、圣让布雷沃莱、洛凯尔塔斯、洛克马里亚格朗尚、格朗尚、穆斯图瓦尔阿克。

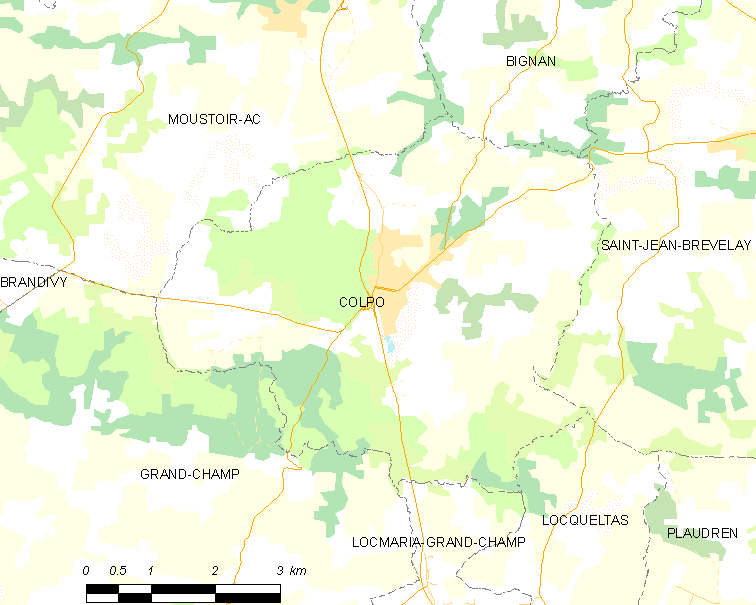
科尔波的OSM定位图

科尔波的时区为UTC+01:00、UTC+02:00（夏令时）。

## 行政
科尔波的邮政编码为56390，INSEE市镇编码为56042。

## 政治
科尔波所属的省级选区为格朗尚县。

## 人口

1962-2008年间科尔波人口变化图示

科尔波于2022年1月1日时的人口数量为2258人。